# Nesinhan
Nesinhan de l'Avesque (en francès Nézignan-l'Évêque) és un municipi occità del Llenguadoc, situat al departament de l'Erau i a la regió d'Occitània.